# Santiago y Santana
Santiago y Santana (o Santa Ana) es la denominación de las fiestas patronales de la villa de Grado (Asturias, España) y de la villa de Berlanga (Badajoz, España). El calendario festivo culmina el 26 de julio  con la celebración de Santana, teniendo su día grande el 25 de julio, festividad de Santiago Apóstol.

## Tradiciones en Grado
En Grado, después de la verbena de Santiago, durante la mañana de Santana, multitud de jóvenes recorren las calles de la villa mientras la gente tira agua desde sus balcones. Acompañando a la marcha, hay una cabalgata con carrozas y bandas musicales. A mediodía, la gente se reúne en el Parque de Arriba de la localidad para comer el típico bollu preñao asturiano. Al oscurecer se produce la quema del Xigantón, un muñeco relleno de explosivos, y a las doce de la noche se lanzan los fuegos artificiales, culminando con la traca final. En las semanas previas también se celebran fiestas en los distintos barrios de la ciudad.

## Otras localidades
Entre otras, las siguientes localidades españolastambién celebran su feria anual en honor de Santiago y Santa Ana:
- La localidad malagueña de Torre del Mar , del 22 al 26 de julio.[1]
- La localidad gaditana de Algodonales.
- Villanueva de la Serena, en la provincia de Badajoz.
- Horcajo de Santiago, en la provincia de Cuenca.